# Рибенко-Старе
Рибенко-Старе (пол. Rybienko Stare) — село в Польщі, у гміні Вишкув Вишковського повіту Мазовецького воєводства.
Населення — 323 особи (2011).
У 1975-1998 роках село належало до Остроленцького воєводства.

## Демографія
Демографічна структура станом на 31 березня 2011 року:
|          | Загалом | Допрацездатний вік | Працездатний вік | Постпрацездатний вік |
| -------- | ------- | ------------------ | ---------------- | -------------------- |
| Чоловіки | 160     | 35                 | 106              | 19                   |
| Жінки    | 163     | 41                 | 92               | 30                   |
| Разом    | 323     | 76                 | 198              | 49                   |